# Servosterzo
Il servosterzo è un dispositivo meccanico o elettronico che usa una sorgente esterna di energia, allo scopo di ridurre lo sforzo che il guidatore deve esercitare sul volante per controllare la direzione dell'automobile.

## Confronto del servosterzo elettronico con quello idraulico
In alcuni sistemi una pompa manda in pressione un liquido che, attraverso delle valvole comandate dal volante, agisce sul meccanismo di sterzo (in questo caso si parla d'idrosterzo), mentre in altri viene utilizzato un motore elettrico collegato al piantone con diversi sistemi.
Il secondo sistema consente di consumare meno energia in quanto il motore elettrico ha generalmente un rendimento maggiore delle pompe idrauliche tipicamente utilizzate. Inoltre in assenza di azione sterzante il motore è semplicemente disattivato e quindi non c'è consumo di energia, mentre nel primo sistema la pompa resta sempre attiva e quindi utilizza potenza meccanica del motore anche in rettilineo.
Esistono anche versioni ibride elettro-idrauliche.

## Sviluppi recenti
Dal 1999, la FIAT ha integrato sulle sue vetture un comando (la funzione "CITY") che consente di aumentare l'intervento del servosterzo (non presente sui veicoli con idrosterzo), per meglio assistere il conducente nelle manovre più precise tipiche della guida cittadina e impegnarlo di meno nei movimenti.

Tramite un pulsante vicino al volante, il conducente può incrementare l'intervento del servosterzo, che assiste il conducente con maggiore intensità, rendendo il volante particolarmente leggero anche a ruote ferme.

Più di recente da diversi costruttori sono stati introdotti sistemi a servoassistenza variabile più complessi che, basandosi sempre sul principio del servosterzo elettrico, vanno ad agire, oltre che sullo sforzo, anche sulla demoltiplicazione al variare della velocità, permettendo ad esempio di avere uno sterzo più demoltiplicato nelle curve strette e in parcheggio e più diretto nella guida ad alta velocità.